# 马克·佐里奇
马克·佐里奇（Mapкo Зopић，Marko Zorić，1980年7月10日—），是塞尔维亚职业足球运动员，2013年已从塞尔维亚足球甲级联赛球队巴纳特退役。他曾入选过塞黑的U18、U21国家队。他的头球好，攻守平衡，善于长传。

## 职业生涯
佐里奇自2000年开始效力于贝尔格莱德游击队，2004年加盟普拉雷特，2005年在中国效力于天津泰达。佐里奇凭借其出色的防守技术、过硬的心理素质和敬业精神，得到了大家的广泛认可，并被视作天津泰达队历史上最出色的外援中后卫。
离开天津泰达之后，佐里奇曾回到塞尔维亚加盟巴纳特，2007年又加盟土耳其球队根克勒比利吉。2008年，他又回到巴纳特效力。
2009年，中超升班马江苏舜天准备与佐里奇签约，但佐里奇在训练中不幸受伤，错过了重返中国的机会。2009年7月15日，中超球队深圳红钻宣布正式在二次转会中，因为对佐里奇能力的认可，决定不需要试训直接签入佐里奇。佐里奇在下半程联赛表现出色，出场14次打进1球，帮助深圳队成功保级。12月15日，天津泰达宣布再次和佐里奇签约。佐里奇在天津泰达表现出色，被提升为球队队长。他在2010赛季中出场27次，打进3球，帮助天津泰达获得联赛亚军并获得亚洲冠军联赛的参赛资格。
2011年，佐里奇在帮助天津泰达获得中国足协杯冠军后宣布不会和天津队续约。2012年初，佐里奇再次加盟巴纳特。
2013年初，佐里奇婉拒部分中超球队邀请后宣布退役，退役后将会在巴纳特俱乐部担任管理层职位，同时会通过自己在中国的人脉关系兼营红酒生意。